# یواس‌اس متیور (۱۸۶۳)
یواس‌اس متیور (۱۸۶۳) (به انگلیسی: USS Meteor (1863)) یک کشتی بود که طول آن ۱۵۶ فوت (۴۸ متر) بود. این کشتی در سال ۱۸۶۳ ساخته شد.